# Xuly Bët
Vous pouvez aider à l'améliorer ou bien discuter des problèmes sur sa page de discussion.
- Il ne cite pas suffisamment ses sources. Vous pouvez indiquer les passages à sourcer avec {{référence nécessaire}} ou {{Référence souhaitée}}, et inclure les références utiles en les liant aux notes de bas de page. (Marqué depuis mai 2021)
- Son ton est trop promotionnel ou publicitaire, voire hagiographique. Le texte doit adopter un ton neutre et encyclopédique. (Marqué depuis mai 2021)

- Archive Wikiwix
- Bing
- Cairn
- DuckDuckGo
- E. Universalis
- Gallica
- Google
- G. Books
- G. News
- G. Scholar
- Persée
- Qwant
- (zh) Baidu
- (ru) Yandex
- (wd) trouver des œuvres sur Wikidata

XULY.Bët Funkin' Fashion Factory, ou plus simplement XULY.Bët, est le nom de la ligne de vêtements de Lamine Badian Kouyaté, un créateur de mode malien / sénégalais. En wolof, "xuly bët" signifie "ouvre grand les yeux".
Lamine Badian Kouyaté a reçu en 1994 le prix du "Créateur de l'Année" par le New York Times,[réf. nécessaire] et le prix ANDAM en 1996. Ses créations ont également été présentées à l'exposition « Afrique 2005 » au Victoria and Albert Museum . En 2018, il a participé à l'exposition « Métropole Africaine » au MAXXI Museo de Rome.
XULY.Bët est surtout connu pour son utilisation de tissus et vêtements recyclés. Il utilise des chutes et remodèle des vêtements trouvés en coupant, imprimant et cousant, et leur apporte des modifications qui vont de la remise en forme subtile à la transformation complète de leur fonction.
Lamine Kouyaté a commencé à surcycler des vêtements au début des années 1990.
Les antécédents personnels du créateur, ainsi que son travail, lui ont valu l'attention de la mode et de la presse[réf. souhaitée]. Les créations et la personnalité de Lamine Kouyaté ont également joué un rôle important dans le film Prêt-à-porter de Robert Altman (1994) dans lequel il a été interprété par Forest Whitaker.
En 1995, il travaille avec Puma. Il a ensuite travaillé dans cette voie en signant d'autres collections chez APC, Absolut Vodka, Naf Naf, les 3 Suisses ou Leclerc.
Au début des années 2010, Lamine Kouyaté choisit New York pour y faire défiler ses collections. Il est un partenaire de la New York Fashion Week de 2009 à 2018[réf. souhaitée]. En 2019, il s'associe avec un nouveau CEO[réf. souhaitée], Rodrigo Martinez, et réinstalle la marque dans la ville où elle est née : Paris.

## Lamine Badian Kouyaté
Né à Bamako le 28 décembre 1962, son père, Seydou Badian Kouyaté, était un écrivain et homme politique, défenseur des droits africains. Sa mère, le Dr Henriette Kouyaté Carvalho d'Alvarengo, fut la première femme malienne à obtenir une licence de médecine en 1975. Elle a consacré sa vie à lutter contre les mutilations génitales traditionnelles.
Lamine Kouyaté a quitté sa ville natale de Bamako, au Mali, pour la France en 1986. Il a commencé par des études d'architecture à l'École Nationale Supérieure d'Architecture de Strasbourg. Passionné de mode, (il dit souvent avoir été émerveillé et inspiré par Yves Saint Laurent, le premier créateur à avoir mis des mannequins noirs sur ses podiums), il s'est rapidement tourné vers les tissus et textiles en tant que moyen d'expression inspiré de l'architecture. Travaillant au départ par curiosité sur la légèreté des tissus, il en est venu à créer XULY.Bët à l'Hôpital Éphémère, un squat d'artistes et créatifs du nord de Paris.
L'œil de Kouyaté pour le surcyclage des vêtements, sa manière d'intégrer des styles africains, ainsi que sa culture éclectique, ont fait de XULY.Bët une marque de mode underground influente. Il considère le travail des créateurs Azzedine Alaïa et Yves Saint Laurent comme une avancée importante dans la mode.